# King Robert of Sicily
Pour plus de détails, voir Fiche technique et Distribution.
King Robert of Sicile (littéralement : (Le) Roi Robert de Sicile) est un film américain sorti en 1913. Le nom du réalisateur, qui ne figure pas dans le générique de ce court métrage, est inconnu.
Ce film muet en noir et blanc s'inspire d'un poème de Henry Longfellow intitulé The Sicilian's Tale; King Robert of Sicily, tiré du recueil de poèmes Tales of a Wayside Inn (en) (1863).

## Fiche technique
- Titre original : King Robert of Sicile
- Pays d'origine :  États-Unis
- Année : 1913
- Société de production : The Essanay Film Manufacturing Company
- Société de distribution : General Film Company
- Langue : anglais
- Format : Noir et blanc — 35 mm — 1,33:1 — Muet
- Genre : Drame historique
- Longueur de pellicule : 600 mètres (2 bobines)
- Dates de sortie :
  -  États-Unis : 4 août 1913

## Distribution
- E.H. Calvert : Robert, King of Sicily
- William Bailey : Angel King
- John Steppling : Pope Urbane of Rome
- Charles Hitchcock : Valmond, Emperor of Allemaine